# Клинцы (Оренбургская область)
Клинцы — посёлок в Грачёвском районе Оренбургской области в составе Побединского сельсовета.

## География
Находится на расстоянии примерно 18 километров по прямой на север-северо-запад от районного центра села Грачёвка.

## История
Посёлок появился в конце 1920-х годов, основали переселенцы из Белоруссии. В 1937 году проживало 119 человек. Работал колхоз «Красный Восток». В 1960-х годах проживало более сотни жителей, работала молочно-товарная ферма.

## Население
Население составляло 96 человека (66 % русские) по переписи 2002 года, 84 по переписи 2010 года.